# Dātāganj
Dātāganj är en ort i Indien.   Den ligger i distriktet Budaun och delstaten Uttar Pradesh, i den norra delen av landet, 220 km öster om huvudstaden New Delhi. Dātāganj ligger 159 meter över havet och antalet invånare är 24 562.
Terrängen runt Dātāganj är mycket platt. Runt Dātāganj är det tätbefolkat, med 550 invånare per kvadratkilometer. Dātāganj är det största samhället i trakten. Trakten runt Dātāganj består till största delen av jordbruksmark.